# 데니스 마추예프
데니스 마추예프(러시아어: Дени́с Мацу́ев, 영어: Denis Matsuev, 1975년 6월 11일 ~ )는 러시아의 클래식 피아노 연주자이다.